# Aigle
Pour les articles homonymes, voir Aigle (homonymie).
Taxons concernés
Plusieurs espèces de la famille des Accipitridés
 dans les genres
- Aquila
- Harpagornis †
- Harpyopsis
- Hieraaetus
- Ictinaetus
- Lophaetus
- Oroaetus
- Pithecophaga
- Polemaetus
- Spizaetus
- Spizastur
- Stephanoaetus
- etc. (voir texte)modifier

Aigle est le nom vernaculaire de certains grands rapaces planeurs diurnes de la famille des Accipitridés. Dans la nomenclature aviaire en langue française, le terme désigne trente-huit espèces d'oiseaux qui constituent douze genres (dont certaines espèces aujourd'hui disparues).

## Physiologie, comportement et écologie
Les caractéristiques générales des aigles sont celles des Accipitridés, avec des nuances pour chaque espèce : voir les articles détaillés pour plus d'informations sur leur description ou leur mode de vie.

### Caractéristiques communes
Les aigles sont de grands rapaces planeurs diurnes qui possèdent des pattes puissantes et de grandes serres qui leur permettent de saisir leurs proies. Ils ont grande acuité visuelle leur permettant de repérer celles-ci à distance.
Les aigles ont des ailes qui présentent une émargination importante, ce qui les distingue des Falconidae (faucons, éperviers). Comme certaines buses, ils ont des tarses emplumés, mais les aigles en ont de plus grands que celles-ci.
De nombreuses espèces sont vulnérables à la destruction de leur habitat. De plus, situés en tête de chaîne alimentaire, ces oiseaux de proie concentrent dans leur organisme de nombreux polluants (pesticides, métaux lourds...) et par conséquent, de même que de nombreux prédateurs et nécrophages, ils sont fréquemment victimes de saturnisme aviaire,, notamment quand ils ingèrent des grenailles de plomb.

## Lexicologie
Pour désigner son cri, on dit que l'aigle glatit ou trompette. Le petit de l'aigle est un aiglon. Sa femelle est une aigle.

### Étymologie
Le nom commun français aigle est issu du latin aquila, sans doute par l'intermédiaire de l'ancien provençal aigla (ce qui expliquerait le maintien du g en français), en effet, l'ancien français avait aille « aigle », évolution plus régulière. Le nom latin – repris à l'époque moderne pour désigner le genre Aquila – se continue dans d'autres langues romanes comme l'espagnol (es). Le nom français est passé dans l'anglais pour devenir eagle. En revanche, l'allemand Aar ou Adler (vieux haut allemand adelar, sur adel « noble » et ar « aigle », littéralement « noble aigle ») et le grec ἀετός / aetós ont d'autres origines.

### Double genre du mot «aigle»
L'usage a semblé hésiter en ce qui concerne le genre du mot aigle, sans doute en raison de son genre étymologique (le mot est féminin tant en latin qu'en provençal). Mais alors qu'il est encore très souvent féminin au XVIe siècle, le Dictionnaire de l'Académie française le déclare en 1694 de genre masculin lorsqu'il désigne l'oiseau, peut-être par analogie avec d'autres noms d'oiseaux de proie (faucon, épervier...).
Dans l'usage français actuel, le nom commun aigle est masculin quand il désigne l'oiseau en général ou quand il est employé au sens figuré pour désigner un homme de génie. Il est féminin quand il désigne la femelle de l'oiseau ou qu'il est employé en héraldique ou comme synonyme d'étendard.
Toutefois, il y a des exemples d'utilisation du mot au féminin en français classique pour désigner l'oiseau en général (textes de Bossuet, La Fontaine ou Voltaire) et aussi des exemples plus exceptionnels (Mairet, Boileau) où le masculin a été employé pour des étendards. Le Littré conclut en ce qui concerne le premier cas qu'il n'y a aucune faute à employer le féminin et, en ce qui concerne le deuxième cas, que l'usage a statué contre.

### Liste de noms français et noms scientifiques correspondants

#### Noms normalisés
Liste alphabétique des noms normalisés selon la CINFO (màj 2009) et Avibase, en regard du nom scientifique valide reconnu par la classification de référence (version 6.4, 2016) du Congrès ornithologique international.

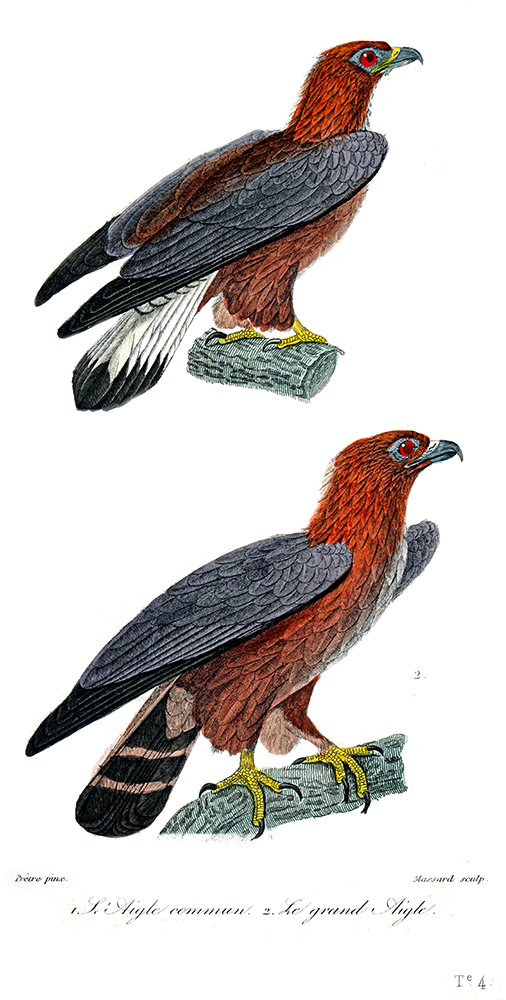
Gravure de l'aigle dans les œuvres complètes de Buffon en 1837.

Ils constituent les 12 genres suivants : Aquila, Harpagornis †, Harpyopsis, Hieraaetus, Ictinaetus, Lophaetus, Nisaetus Oroaetus, Pithecophaga, Polemaetus, Spizaetus et Stephanoaetus.
- Aigle à ventre roux - Hieraaetus kienerii, syn. Aquila kienerii - Rufous-bellied Eagle
- Aigle botté - Hieraaetus pennatus, syn. Aquila pennata - Booted Eagle
- Aigle couronné - Stephanoaetus coronatus - Crowned Eagle
- Aigle criard - Aquila clanga - Greater Spotted Eagle
- Aigle d'Australie - Aquila audax - Wedge-tailed Eagle (appelé également uraète)
- Aigle d'Ayres - Hieraaetus ayresii, syn. Aquila ayresii - Ayres's Hawk-Eagle
- Aigle de Blyth - Nisaetus alboniger , syn. Spizaetus Alboniger - Blyth's Hawk-Eagle
- Aigle de Bonelli - Hieraaetus fasciatus, syn. Aquila fasciata - Bonelli's Eagle
- Aigle de Cassin - Spizaetus africanus - Cassin's Hawk-Eagle
- Aigle de Gurney - Aquila gurneyi - Gurney's Eagle
- Aigle de Haast(?) - Harpagornis moorei † - Haast's Eagle(?)
- Aigle de Java - Nisaetus bartelsi, syn. Spizaetus Bartelsi - Javan Hawk-Eagle
- Aigle de la Sonde - Spizaetus floris - Flores Hawk-Eagle
- Aigle de Nouvelle-Guinée - Harpyopsis novaeguineae - Papuan Eagle
- Aigle de Verreaux - Aquila verreauxii - Verreaux's Eagle
- Aigle de Wahlberg - Aquila wahlbergi, syn. Hieraaetus wahlbergi - Wahlberg's Eagle
- Aigle de Wallace - Nisaetus nanus, syn. Spizaetus nanus - Wallace's Hawk-Eagle
- Aigle des Célèbes - Nisaetus lanceolatus, syn. Spizaetus lanceolatus- Sulawesi Hawk-Eagle
- Aigle des Philippines - Nisaetus philippensis, syn Spizaetus Philippensis - Philippine Hawk-Eagle
- Aigle des singes - Pithecophaga jefferyi - Philippine Eagle
- Aigle des steppes - Aquila nipalensis - Steppe Eagle
- Aigle d'Isidore - Oroaetus isidori, syn. Spizaetus isidori - Black-and-chestnut Eagle
- Aigle fascié - Hieraaetus spilogaster, syn. Aquila spilogaster - African Hawk-Eagle
- Aigle huppard - Lophaetus occipitalis - Long-crested Eagle
- Aigle huppé - Nisaetus cirrhatus, Syn. Spizaetus cirrhatus - Crested Hawk-Eagle
- Aigle ibérique - Aquila adalberti - Spanish Imperial Eagle
- Aigle impérial - Aquila heliaca - Eastern Imperial Eagle
- Aigle lancéolé - Aquila hastata - Indian Spotted Eagle
- Aigle martial - Polemaetus bellicosus - Martial Eagle
- Aigle montagnard - Nisaetus nipalensis, syn. Spizaetus nipalensis - Mountain Hawk-Eagle
- Aigle nain - Hieraaetus morphnoides, syn. Aquila morphnoides - Little Eagle
- Aigle noir - Ictinaetus malayensis - Black Eagle
- Aigle noir et blanc - Spizaetus melanoleucus, syn. Spizastur melanoleucus - Black-and-white Hawk-Eagle
- Aigle orné - Spizaetus ornatus - Ornate Hawk-Eagle
- Aigle pomarin - Aquila pomarina - Lesser Spotted Eagle
- Aigle ravisseur - Aquila rapax - Tawny Eagle
- Aigle royal - Aquila chrysaetos - Golden Eagle
- Aigle tyran - Spizaetus tyrannus - Black Hawk-Eagle

#### Autres noms d'aigles en français
Liste alphabétique des noms vulgaires ou des noms vernaculaires attestés en français qui n'ont pas été retenus par la nomenclature normalisée :
- Aigle féroce ou Harpie féroce - Harpia harpyja
- Aigle blanchard - Stephanoaetus coronatus
- Aigle chasseur - Accipiter gentilis
- Aigle géant de Haast - †Hieraaetus moorei
- Aigle Jean-le-Blanc - Circaetus gallicus
- Aigle pêcheur ou Pygargue - genres Haliaeetus et Icthyophaga
- Aigle à tête blanche, ou plutôt exactement Pygargue à tête blanche - Haliaeetus leucocephalus, dit aussi aigle chauve par traduction impropre de son nom anglophone Bald eagle.

## Les aigles dans la culture

Drapeau gouvernemental de l'Allemagne.

### Symbolisme
L'aigle est le symbole de nombreux organismes et nations. Il peut se présenter sous la forme d'un aigle simple ou d'un aigle à deux têtes. Il représente les idées de beauté, de force et de prestige. Les Romains l'utilisaient comme emblème pour leurs armées. Sur certaines pièces de monnaie (l'euro) est affichée le symbole d'un aigle qui est entourée d'étoiles. Ce symbole est l'emblème de l'Allemagne.
L'aigle, capable de s'élever au-dessus des nuages et de fixer le soleil, est universellement considéré comme un symbole à la fois céleste et solaire, les deux aspects pouvant d'ailleurs se confondre.
Roi des oiseaux, il contourne le symbolisme général de ceux-ci, qui est celui des anges, des états spirituels supérieurs. Il est, dans l'antiquité classique, l'oiseau de Zeus, à qui il lui arrive même de s'identifier ; son rôle de roi du ciel est également explicite chez les chamans sibériens. Son identification au soleil, source et rayonnement de la lumière, est essentielle pour les Amérindiens qui, portant des plumes d'aigle, s'identifient à ce rayonnement. Les plumes et le sifflet en os d'aigle sont utilisés dans la danse qui regarde le soleil. Même identification chez les Aztèques, et aussi au Japon : le « Kami » dont le messager ou le support est un aigle est dénommé Aigle du céleste soleil. En Grèce, les aigles partis de l'extrémité du monde, sont dits s'arrêter à la verticale de l'« Omphalos » de Delphes : ils suivent ainsi la trajectoire du soleil, du lever au zénith, qui coïncide avec l'axe du monde.

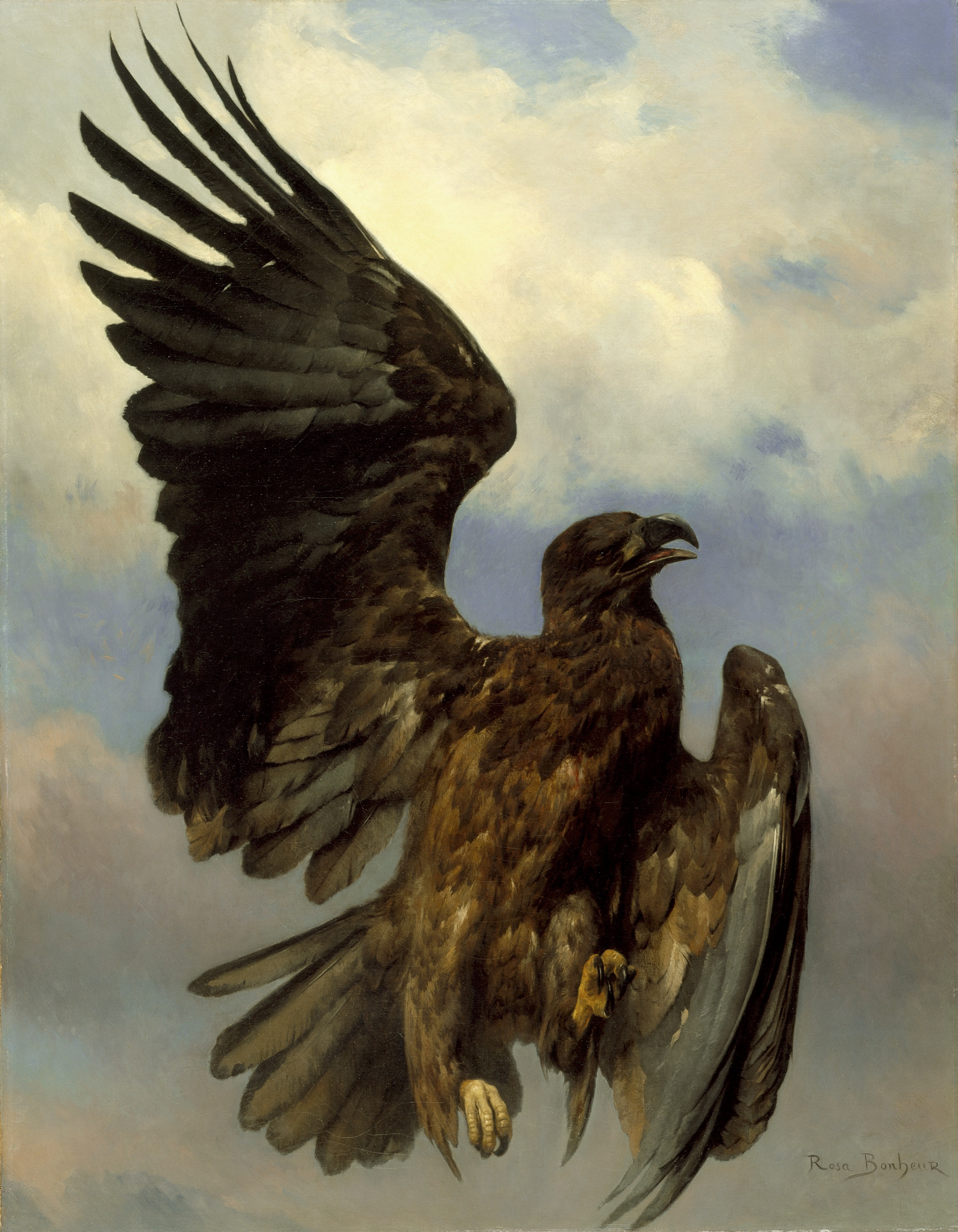
L'Aigle blessé, vers 1870
Rosa Bonheur
Musée d'Art du comté de Los Angeles.

L'aigle fixant le soleil, c'est aussi le symbole de la perception directe de la lumière intellective. Angelus Silesius a écrit « L'aigle regarde sans crainte le soleil en face ; et toi l'éclat éternel, si ton cœur est pur ». Symbolisme de contemplation auquel se rattache l'attribution de l'aigle à saint Jean et à son évangile. Certaines œuvres d'art du Moyen Âge l'identifient au Christ lui-même, dont il signifie l'Ascension et parfois la Royauté. Cette seconde interprétation est une transposition du symbole romain de l'Empire. Les psaumes en font un symbole de régénération spirituelle, comme le phénix.
Le symbole de l'aigle comporte aussi un aspect maléfique. Le renversement du symbole du Christ en fait une image de l'Antichrist : l'aigle est le rapace cruel, le ravisseur. Il est aussi parfois symbole d'orgueil et d'oppression (ceci est lié au pouvoir impérial). C'est la perversion de son pouvoir.
L'aigle est fortement utilisé comme symbole pour des insignes d'unités de l'Armée de l'air (bien que le symbole central de cette Armée soit l'épervier, appelé « charognard », souvent confondu avec l'aigle). Par exemple, l'aigle se retrouve sur des insignes d'unités, comme celui de l'école militaire de l'air, homologué en 1947 ou encore, l'insigne de poitrine des commandos parachutistes de l'air), homologué sous le numéro A 690).

Le Physiologus, bestiaire chrétien du IIe ou IVe siècle, dit de l'aigle :

« David a dit : "Sa jeunesse va se renouveler comme celle de l'aigle."
Le Physiologue dit que quand l'aigle devient vieux, ses ailes s'alourdissent et sa vue s'obscurcit. Alors, planant dans les airs, il cherche des fontaines et des fleuves ; et bientôt la chaleur du soleil échauffe ses ailes et ses yeux s'éclairent. Puis, descendant près d'une source, il s'y baigne trois fois ; et rajeunissant, il redevient aiglon.
Et toi aussi tu peux rajeunir ; pourvu que tu portes en toi les principes anciens. Si tes yeux sont obscurcis, cherche la source qui a dit "Ils m'ont abandonné, moi la source éternelle" : c'est Jésus-Christ. Alors le Seigneur arrachera les vêtements dont t'a couvert le démon, et tu n'entendras plus ces paroles : "Vieilli dans les jours de la perversité" , comme on le disait aux anciens. Tu renaîtras si tu es plongé dans la source éternelle "au nom du Père, du Fils et du Saint-Esprit" ; si tu jettes hors de toi par tes bonnes œuvres les habitudes païennes, et si tu te couvres de ces nouveaux vêtements faits à l'image de Dieu. »

### Expressions courantes
- « Crier comme un aigle » : crier d'une voix aiguë et perçante[5].
- « Avoir des yeux d'aigle » : avoir le regard perçant[5].
- « Avoir un œil d'aigle » : avoir une grande pénétration, tout remarquer[5].
- « Nid d'aigle » : construction difficilement accessible dans la montagne[8].
- « Ce n'est pas un aigle » : se dit familièrement d'une personne à l'intelligence médiocre[9].
- « Comme un aigle fond sur sa proie » : assaillir impétueusement, avec soudaineté[10].

### Iconographie

#### Dans l'art
L'aigle apparaît fréquemment dans les arts plastiques. Dans l'art gréco-romain, c'est un des attributs de Zeus/Jupiter, qui prit sa forme pour enlever Ganymède, et il apparaît dans les représentations de Prométhée supplicié. Dans l'iconographie chrétienne, il est le symbole ou l'attribut de saint Jean l'évangéliste (surnommé l'Aigle de Patmos[réf. souhaitée]). Les lutrins sont ornés d'aigles à la symbolique complexe. L'aigle en effet s'attaque aux serpents, symbole du mal dès le premier Livre biblique qu'est celui de la Genèse ; il monte dans les hauteurs du ciel comme le Christ au moment de l'ascension. L'aigle est également l'emblème des légions romaines, repris par Napoléon qui en fait un symbole impérial, que les poètes associeront à son nom (l'aigle baissait la tête (Victor Hugo, Les Châtiments), L'Aiglon (Edmond Rostand)) et qui figure à ce titre dans l'iconographie impériale.
L'art martial d'aigle symbolise : Audace et majesté.

#### Dans la chanson française
Début 1970, la chanteuse Barbara a écrit un album studio L’Aigle noir dont la chanson éponyme (L'Aigle noir, donc) sera l’un des plus gros succès discographiques de l’année.

#### Dans la littérature
L'Aiglon est un drame d'Edmond Rostand de 1900 avec pour thème le fils de Napoléon Ier.

#### En héraldique
L'aigle se retrouve dans les armoiries de nombreux pays, telles celles de l'Allemagne, du Mexique, d'Égypte, de l'Albanie de la Pologne ou encore de l'Autriche.
Il faut noter qu'en héraldique, l'aigle est féminin.
L'« aigle » qui sert de symbole américain est en fait un pygargue, ou aigle pêcheur : le Pygargue à tête blanche.

Vexillum avec l'aigle et l'acronyme de l'Empire romain.
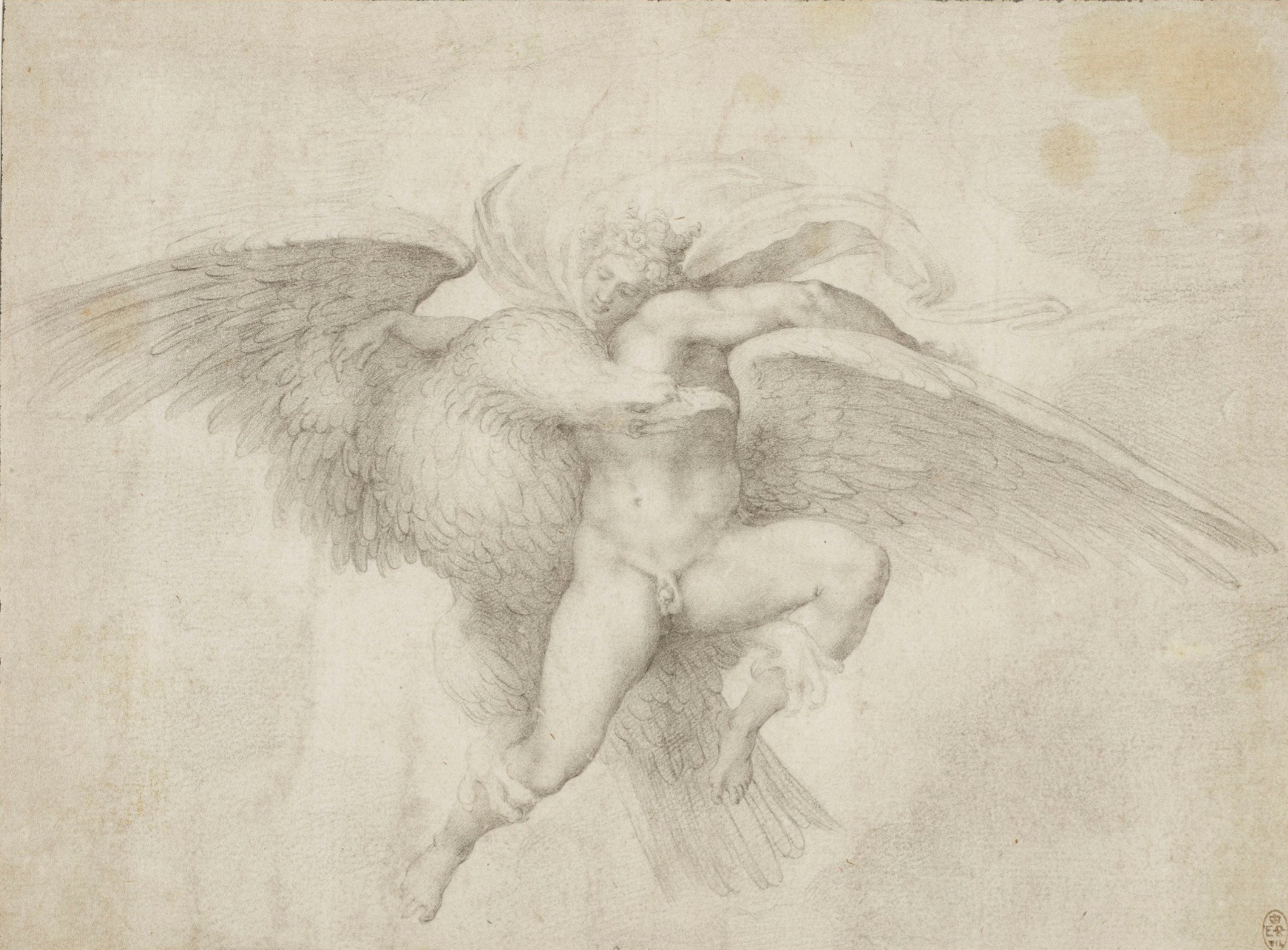
Rapt de Ganymède, Michel Ange.
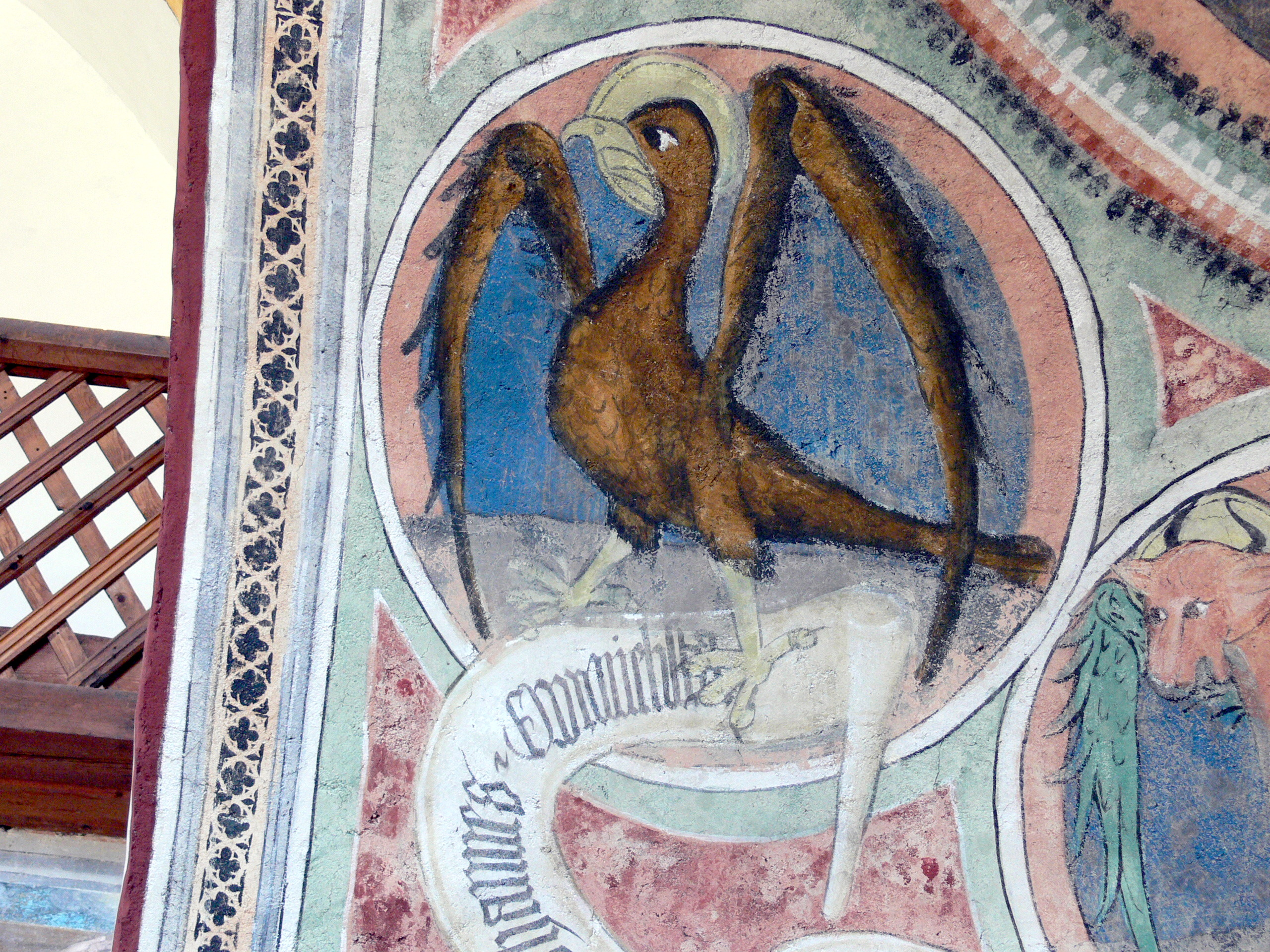
Aigle de saint Jean l'évangéliste, St.Georg in Taisten.
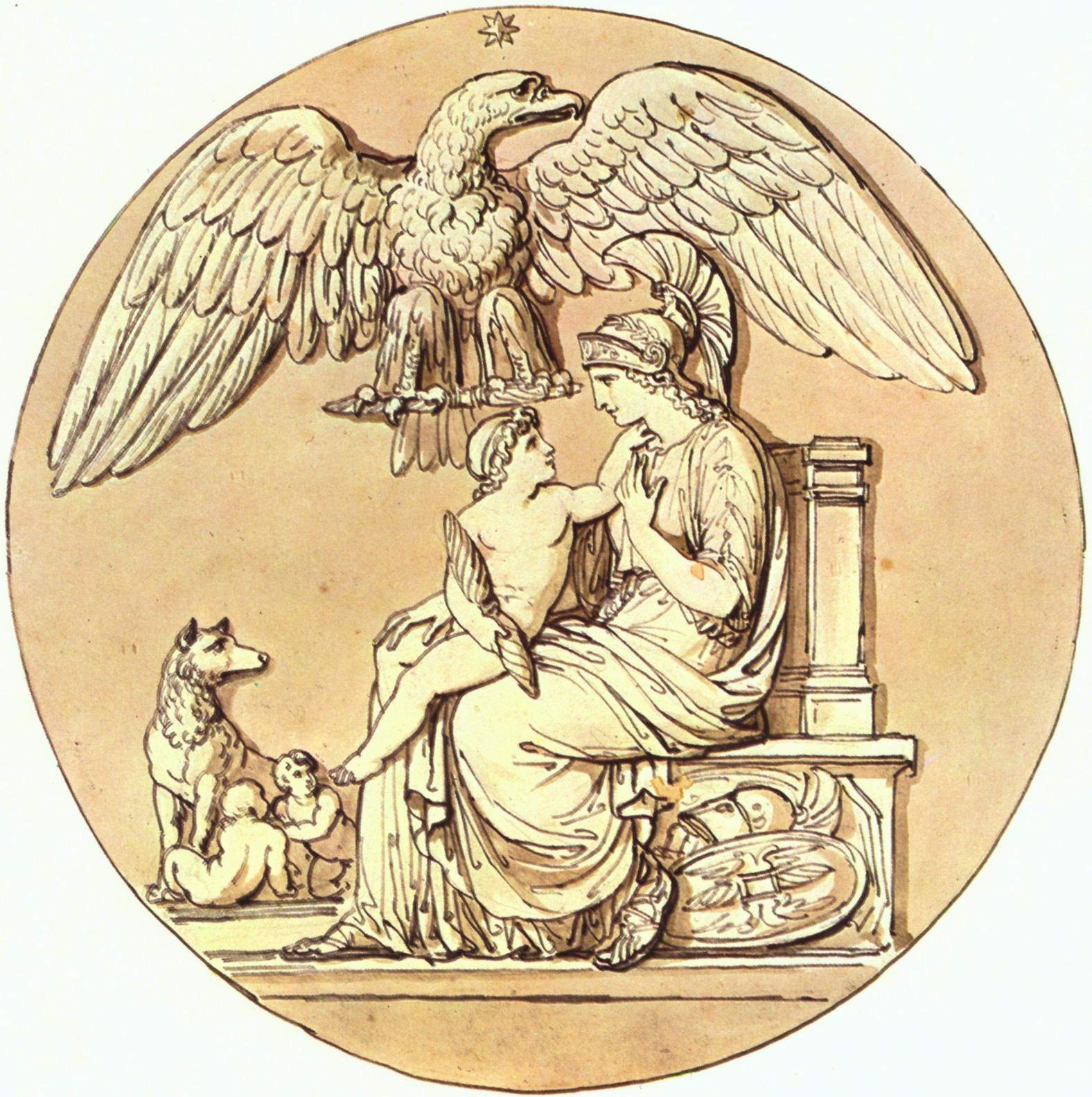
Bartolomeo Pinelli, L'Aiglon sous l'égide de l'aigle, 1811.
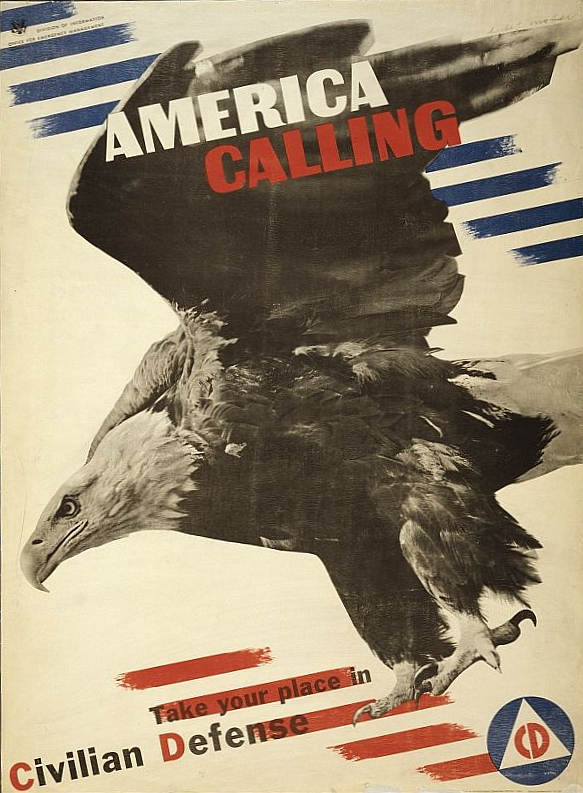
L'« Aigle » américain (affiche, 1941). Cet oiseau est en fait nommé pygargue en français.